# Juncal (Porto de Mós)
Juncal ist eine Gemeinde (Freguesia) im portugiesischen Kreis Porto de Mós. In ihr leben 3197 Einwohner (Stand 19. April 2021).